# Parethusa glabra
Parethusa glabra is een krabbensoort uit de familie van de Ethusidae. De wetenschappelijke naam van de soort werd voor het eerst geldig gepubliceerd in 1997 door Chen.